# Asarum europaeum
O ásaro (Asarum europaeum), é uma planta medicinal da família das Aristolochiaceae.
É uma planta rasteira de até 15 cm de altura, que forma colônias nos bosques. As folhas são grandes e de cor verde-escura,com forma aproximada de um rim humano. Suas flores são solitárias, vermelhas ou esverdeadas. Toda a planta exala um cheiro semelhante ao da terebentina e tem um sabor picante e nauseante. O principal habitat desta planta é nos bosques de árvores frondosas da Europa.

## Propriedades e indicações
Toda a planta contém asarina, um poderoso irritante das mucosas digestivas, óleo essencial, taninos, resinas e flavonoides.
É indicado para provocar vômito em casos de intoxicação, induzir diarreias para purgar o gado e eliminar muco nasal através de espirros.
Apesar de ser também expectorante e diurético, seu uso vem sendo evitado, pois em doses altas se torna abortivo e provoca hemorragia gástrica ou intestinal. A planta fresca é mais irritante que a seca.

## História
É usado desde a antiguidade romana. Plínio, o Velho, já o mencionava em seus escritos. Hoje está em desuso, foi substituído pela ipecacuanha, planta brasileira de intenso efeito emético. Na França, o ásaro é popularmente conhecido por cabaret, pois era usado para provocar vômito nos ébrios. Existe na América do Norte outra espécie conhecida como gengibre silvestre (Asarum canadense). Seu aspecto e propriedades são semelhantes, mas os efeitos irritantes menores, sendo usado como sudorífero e carminativo (elimina gases).